# Перадаянский лесной заповедник
 Перадаянский лесной заповедник  (англ.  Peradayan Forest Reserve ) — особо охраняемая природная территория в Брунее. В источниках употребляются два варианта написания: «Peradayan» и «Perdayan».
Место также известно как Парк отдыха «Пердайан-форест» (англ.  Perdayan Forest Recreational Park ) и Парк отдыха «Букит-Патои» (англ.  Bukit Patoi Recreational Park).

## Общие сведения
Перадаянский лесной заповедник находится в 15 километрах от Бангара в направлении Лабу, занимая площадь 1070 га.
Национальный парк включает в себя два холма — Букит-Перадаян (малайск.  Bukit Peradayan) и Букит-Патои (малайск.  Bukit Patoi) с высотой, соответственно 410 и 310 метров над уровнем моря.
Заповедник имеет уникальное геологическое строение, включает необычные пещеры и песчаниковые образования. Здесь встречаются представители местной дикой фауны, такие как олень.
На скалистой вершине Букит-Патои есть открытый плоский участок, который служит вертолетной площадкой и точкой обзора.